# Beatbox (canción)
«Beatbox» es el segundo sencillo del álbum Crossing the Rubicon, de la banda sueca de new wave The Sounds. Fue lanzado para descarga digital exclusivamente en iTunes.

## Lista de canciones
| sencillo en iTunes |                             |          |  |
| N.º                | Título                      | Duración |  |
| 1.                 | «Beatbox»                   | 4:03     |  |
| 2.                 | «Beatbox» (Hey Champ Remix) | 5:04     |  |
| 3.                 | «Beatbox»                   | 4:54     |  |

## Video musical
El videoclip para "Beatbox" fue filmado por Marc Concha de Concha Films y fue estrenado el 23 de noviembre de 2009 en el canal oficial de la banda en YouTube. El video muestra a los integrantes de la banda escapando de una tribu de Indios. Cuando escapan, saltan sobre un lago donde interpretan la canción en un paisaje submarino.